# 旺角電腦中心

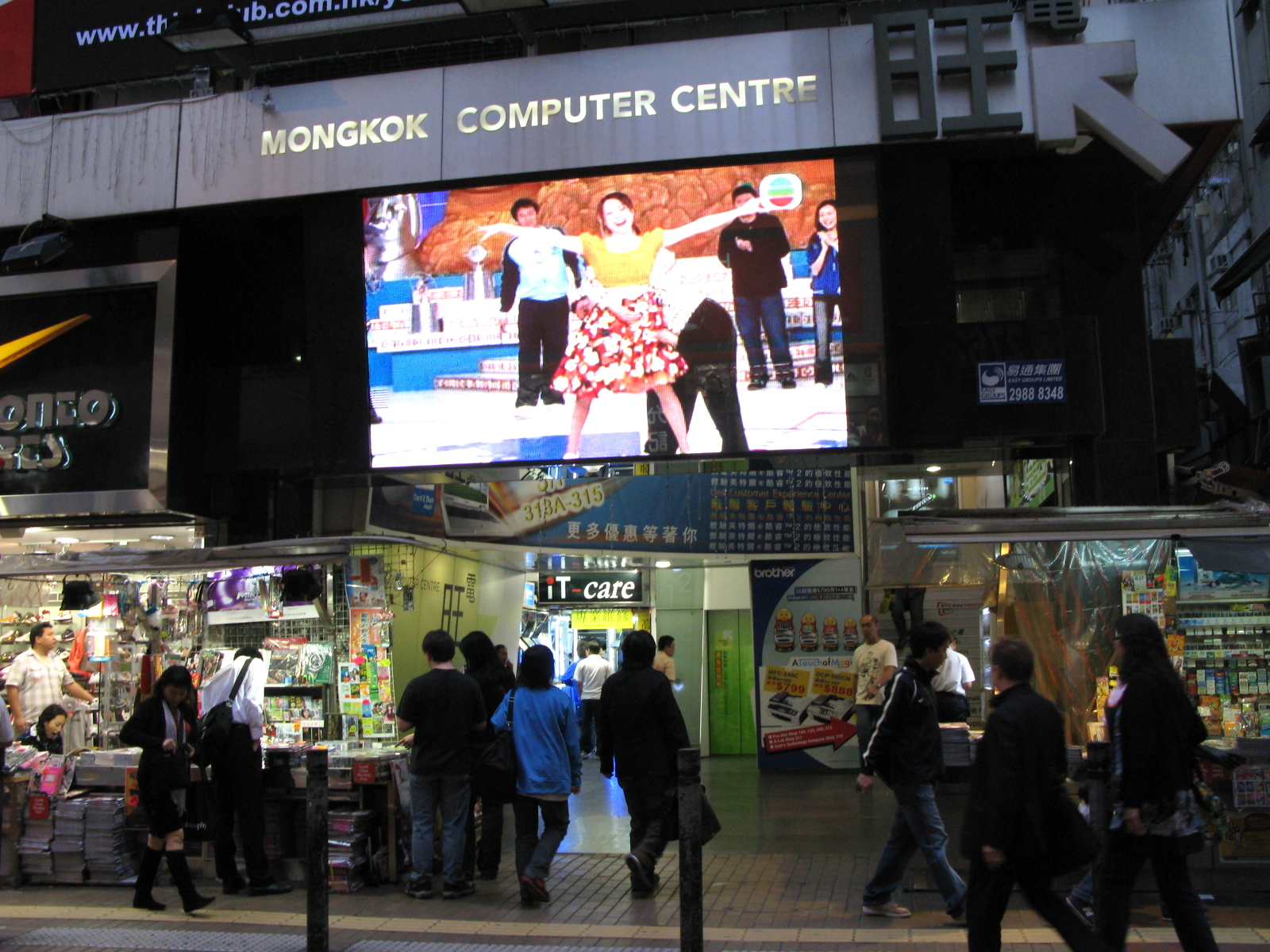
旺角電腦中心

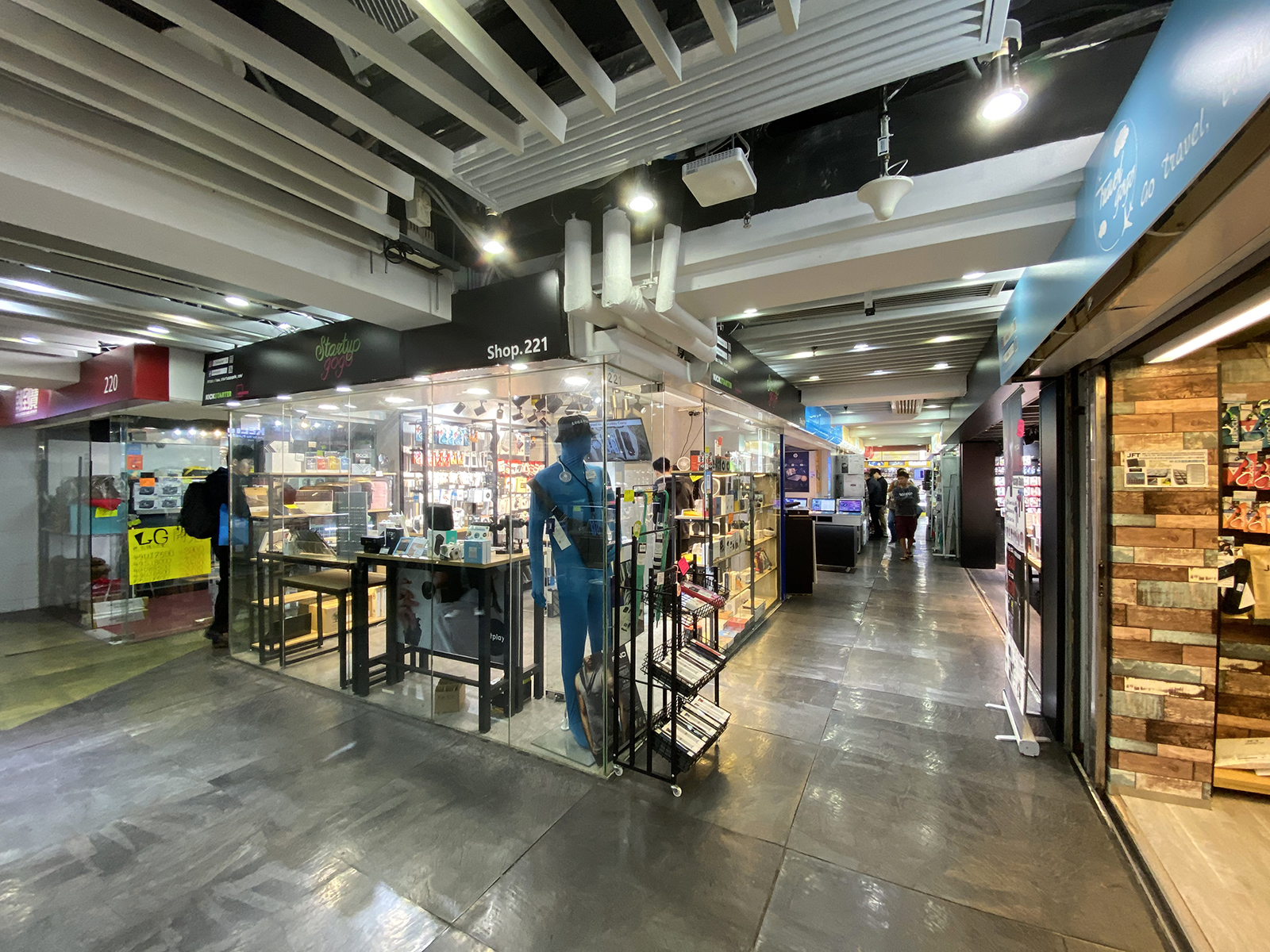
旺角電腦中心2樓商店

旺角電腦中心（簡稱旺電）位於香港九龍旺角奶路臣街8號，是香港著名的電腦產品銷售地。
成立於1991年12月的旺角電腦中心（34年前），是一座樓高3層的主題電腦商場，面積約25,000平方呎，是旺角首間電腦專題商場，旺角電腦中心的入口上方有一幅闊18呎、高5呎的電視幕牆，地下長期設有展覽攤位介紹電腦產品，樓上約有70間商戶，與位於九龍深水埗高登電腦中心及黃金電腦商場相近，主要售賣電腦硬件及週邊配件例如CD-R、DVD-R、滑鼠、鍵盤、USB隨身碟（俗稱「USB手指」），亦有銷售手提電腦、電腦書籍、軟件以及流動隨身聽及配件等，商品種類繁多，應有盡有。旺角電腦中心還提供砌機和修理電腦等服務。

## 歷史
旺角電腦中心連同上方的住宅宏景大廈，前身為域多利戲院（1950-70年代），1970年代重建後基座為豪門酒樓，當年有「舖王」之稱的鄧成波以約6,000萬港元向已故資深投資者周南購入該物業。其後，經古昊展策劃，再斥資約1,200萬港元將物業重新包裝為主題商場，成為今日的旺角電腦中心。經過不斷重整租戶，物業於2004年3月以約3.93億元易手。
新加坡吉寶置地旗下Alpha Partners Investment，於2007年1月，向大鴻輝興業購入，涉資7.5億元。
2012年6月5日禹銘投資或有關人士以10.18億向新加坡吉寶置地旗下Alpha Partners Investment購入，旺角奶路臣街8至8A號旺角電腦中心3層樓面，包括地下入口大堂及1樓至3樓，總面積約23,338平方呎，合共約75間商舖。

## 交通
港鐵
- █  觀塘綫、 █  荃灣綫：旺角站E2出口
- █  東鐵綫：旺角東站，亞皆老街／染布房街出口